# 6972 Гельветіус
6972 Гельветіус (6972 Helvetius) — астероїд головного поясу, відкритий 4 квітня 1992 року.
Тіссеранів параметр щодо Юпітера — 3,411.